# Blue Hill (Maine)
Blue Hill – miasto w Stanach Zjednoczonych, w stanie Maine, w hrabstwie Hancock.